# Klauspeter Seibel
Klauspeter Seibel (* 7. Mai 1936 in Offenbach am Main; † 8. Januar 2011 in Hamburg) war ein deutscher Dirigent.
Er war Generalmusikdirektor der Städte Kiel und Freiburg. Als Chefdirigent leitete er die Nürnberger Symphoniker und das Louisiana Philharmonic Orchestra in New Orleans. Er gastierte regelmäßig an der Semperoper Dresden, der Hamburgischen Staatsoper, der Wiener Staatsoper sowie der New Orleans Opera und war Präsident der Gustav Mahler Vereinigung, Hamburg.

## Stationen
Klauspeter Seibel musizierte und komponierte bereits als Kind. Neben dem Besuch des humanistischen Gymnasiums wurde er bis zum 18. Lebensjahr als Pianist ausgebildet. Danach absolvierte er eine musikalische Ausbildung am Städtischen Konservatorium Nürnberg (1948–1956) und an der Münchener Musikhochschule (1956–1958) – in den Fächern Klavier bei Rosl Schmid, Komposition bei Karl Höller sowie Dirigieren bei Kurt Eichhorn und Gotthold Ephraim Lessing. Besonderes Interesse am Musiktheater gewann er durch ein Volontariat am Münchner Gärtnerplatztheater, an dem er ein Jahr später als Solorepetitor engagiert wurde. Dort sprang er mit 21 Jahren als Dirigent für Carl Millöckers Operette Gasparone ein und erhielt daraufhin sofort La Périchole von Jacques Offenbach als erste eigene Premiere als Dirigent.
Seibels Karriere begann 1957 als Kapellmeister am Gärtnerplatztheater in München, wo er sechs Jahre blieb. Nebenbei leitete er das Symphonieorchester Wilde Gungl München. In der gleichen Position war er von 1963 bis 1965 an der Oper in Freiburg.
Dann wurde er Erster Kapellmeister ab 1965 in Lübeck, ab 1967 in Kassel und ab 1971 in Frankfurt am Main, bevor er 1975 zum Generalmusikdirektor der Städtischen Bühnen Freiburg berufen wurde.
1978 ging er als Erster Kapellmeister und Stellvertreter Christoph von Dohnányis an die Hamburgische Staatsoper. Dort übernahm er die Dirigentenklasse und das Orchester der Hochschule für Musik und Theater. Zusätzlich leitete er von 1980 bis 1988 die Nürnberger Symphoniker als Chefdirigent.
Im Jahre 1987 wurde er Generalmusikdirektor der Landeshauptstadt Kiel und blieb dem Philharmonischen Orchester Kiel und den Kieler Bühnen für die folgenden acht Jahre verbunden. Zusätzlich leitete er von 1997 bis 1999 als Chefdirigent das Museumsorchester Frankfurt und kommissarisch als Interimsintendant die Oper.
Nachdem er bereits seit den frühen 40er Jahren seines Lebens immer wieder amerikanische Orchester dirigiert hatte, wurde er 1995 zum Music Director des Louisiana Philharmonic Orchestra gewählt. Nach neun Spielzeiten als Chefdirigent bis 2005 stand er diesem Orchester danach bis zu seinem Tod als Erster Gastdirigent zur Seite.
Neben seinem aktiven Wirken als Dirigent widmete Seibel sich über zwei Jahrzehnte lang der Ausbildung des Nachwuchses. Viele seiner Schüler, u. a. Michael Boder, Detlev Müller-Siemens, Ulf Schirmer und Carlos Spierer, finden sich in leitenden Positionen des deutschen Musiklebens.

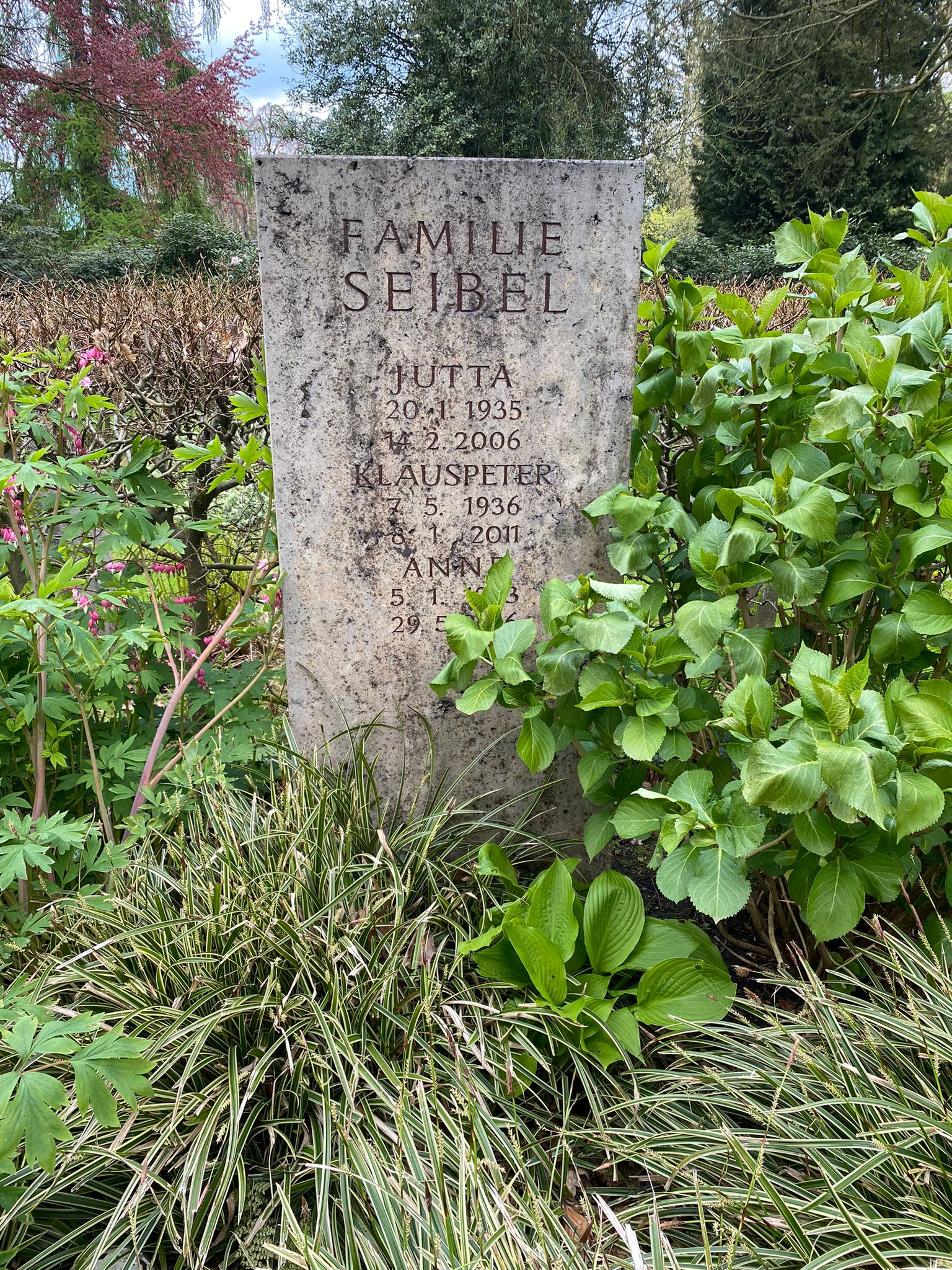
Grabstätte auf dem Friedhof Ohlsdorf

Klauspeter Seibel wurde auf dem Friedhof Ohlsdorf beigesetzt. Die Grabstätte liegt südlich von Kapelle 1 im Planquadrat R 10.

## Auszeichnungen
- 1957 Richard-Strauss-Stipendium der Stadt München
- 1967 2. Preis International Nicolai Malko Conducting Competition, Kopenhagen
- 1969 2. Preis Dimitri Mitropoulos International Music Competition, New York City
- 2008 Ehrendoktor der Musik (Loyola University New Orleans)